# Демарін Ігор Борисович
Ігор Борисович Демарін (*22 жовтня 1959, Ізюм) — радянський, український і російський співак і композитор (автор пісень, рок-опери «Парфумер» за мотивами роману Патріка Зюскінда). Заслужений артист УРСР (1988). Член Спілки композиторів Росії (2012).
Фігурант бази даних центру «Миротворець» .

## Біографія
Народився 22 жовтня 1959 року в місті Ізюм Харківської області, УРСР. Закінчив музичну школу, вступив до Артемівського музичного училища. У 13 років створює першу власну пісню «Багато років» («рос. Много лет»). У 17 років пише твори «Іванна», «Юлія», «Балада про невідомого солдата».
У 1979 році починає працювати в ансамблі пісні й танцю Червонознаменний Чорноморського флоту в Севастополі. Після служби на флоті переїжджає до Києва, вступає до Київської консерваторії. Стає солістом ансамблю «Корчагінци». Створює рок-оперу «12 монологів, підслуханих у юрбі перехожих».
У 1986 отримає приз глядацьких симпатій на конкурсі «Юрмала-86», у 1988 — гран-прі всесоюзного конкурсу країн соціалістичної співдружності в Ялті «Кримські зорі — 88» (за твір «Лікар час» («рос. Доктор время»).
У 1991 році залишає Україну, переїжджає до Москви. У 1992 році за пісню «Аплодисменти» отримає лауреатське звання Міжнародного конкурсу «Сходинка до Парнасу». Пише рок-оперу «Сага про солдата». У 1999 році з поетом-драматургом Юрієм Рибчинським починає роботу над рок-оперою «Парфумер» за мотивами роману Патріка Зюскінда, прем'єра якої відбулася 22 травня 2007 року. Композитор добивався прав на постановку рок-опери, та Патрік Зюскінд виступив проти музичного твору за мотивами свого роману. Влітку 2009 року, коли рок-оперу вже почули в Москві, Хабаровську та Новокузнецьку, після особистої зустрічі з Ігорем Демаріним, німецький письменник змінив свою думку й продав права на постановку твору за романом «Парфуми».
У кінці 2007 року завершує роботу над музикою до дитячого спектаклю «Мумі-Троль і комета»